# كيرن كينغستون
كيرن كينغستون (بالإنجليزية: Kieran Kingston)‏ هو لاعب قذف أيرلندي، ولد في 1963 في Minane Bridge ‏ في جمهورية أيرلندا.